# Курсель-сюр-Вьон
Курсель-сюр-Вьон (фр. Courcelles-sur-Viosne) — муниципалитет во Франции, в регионе Иль-де-Франс, департамент Валь-д'Уаз. Население — 275 человек (1999). Муниципалитет расположен на расстоянии около 36 км северо-западнее Парижа, 7 км северо-западнее Сержи.

## Демография
Динамика населения (Cassini и INSEE):